# Фугерол
Фугерол (фр. Fougueyrolles) насеље је и општина у југозападној Француској у региону Аквитанија, у департману Дордоња која припада префектури Бержерак.
По подацима из 2011. године у општини је живело 473 становника, а густина насељености је износила 41,31 становника/km². Општина се простире на површини од 11,45 km². Налази се на средњој надморској висини од 103 метара (максималној 152 m, а минималној 33 m).

## Демографија
| 1962. | 1968. | 1975. | 1982. | 1990. | 1999. | 2011. |
| ----- | ----- | ----- | ----- | ----- | ----- | ----- |
| 459   | 477   | 385   | 375   | 383   | 431   | 473   |

График промене броја становника у току последњих година